# Андерсон, Кевин (теннисист)
Кевин Андерсон (англ. Kevin Anderson; род. 18 мая 1986 года в Йоханнесбурге, ЮАР) — южноафриканский профессиональный теннисист; финалист двух турниров Большого шлема в одиночном разряде (Открытый чемпионат США 2017, Уимблдонский турнир 2018); победитель восьми турниров ATP (из них семь в одиночном разряде).

## Общая информация
Кевин — один из двух детей Майкла и Барбары Андерсонов; его младшего брата зовут Грегори.
10 ноября 2011 года Кевин женился на американской гольфистке Келси О`Нил. В 2012 году, в рамках получения вида на жительство в США, он вынужден был отказаться от участия в Кубке Дэвиса и Олимпиаде. В сентябре 2019 года у пары родилась дочь — Кира.
Родители привили своим детям любовь к теннису и в довольно раннем возрасте научили их играть в теннис. Кевин пришёл в теннис в 6 лет, любимое покрытие — грунт. После нескольких лет в юниорском теннисе оба брата уехали в США, где получали высшее образование и играли в местной студенческой лиге. Грегори, в итоге, после окончания обучения остался работать в теннисной академии в Нью-Йорке, а Кевин же ушёл в профессиональный тур.
Во время учёбы южноафриканец занимался лёгкой атлетикой, специализируясь в беге на 800 метров, а также играл в теннис. В 2006 году, вместе с Райаном Роувом, он принёс Иллинойсскому университету победу в мужском парном турнире NCAA; год спустя Кевин сыграл в полуфинале одиночного турнира против Сомдева Деввармана и проиграл финал в паре. В 2018 году вошёл в Зал спортивной славы Иллинойса.
Ныне во внетурнирное время Андерсон тренируется в одном из теннисных клубов в Чикаго, США.

## Спортивная карьера

### Начало карьеры
С 2004 года Андерсон начал выступать на турнирах серии «фьючерс» и уже на дебютном для себя таком турнире одержал победу. В июне 2007 года вышел в финал турнира серии «челленджер» в Уиннетке. В августе того же года впервые квалифицировался в основную сетку турнира ATP. Произошло это на американском хардовом турнире в Нью-Хейвене. В сентябре в Новом Орлеане Кевин выиграл дебютный титул на «челленджерах».
В начале 2008 года сумел отобраться на первый для себя турнир серии Большого шлема Открытый чемпионат Австралии, где выбывает в первом раунде. В марте, переиграв Микаэля Льодра, Джона Изнера, Евгения Королева, Робби Джинепри, Кевин впервые выходит в финал турнира ATP в Лас-Вегасе, где в трех сетах с общим счетом 6-4, 3-6, 4-6 проигрывает американскому теннисисту Сэму Куэрри. К тому же на этот турнир он отобрался через квалификацию и, таким образом, на пути к финалу выиграл 7 матчей подряд. В мае впервые в мировом рейтинге поднимается в топ-100. На турнире серии Большого шлема в Уимблдоне в соревнованиях мужских пар совместно со шведом Робертом Линдстедтом ему удается дойти до четвертьфинальной стадии. В августе 2008 года принял участие в Олимпийских играх в Пекине, где в теннисном турнире в одиночном разряде одолел тоголезца Комлави Логло и уступил немцу Николасу Киферу, а в парном разряде вместе с Джеффом Кутзе уступил уже в первом раунде испанцам Альмагро и Ферреру. В конце сезона Андерсон выиграл «челленджер» в Шампейне.

### 2009—2012

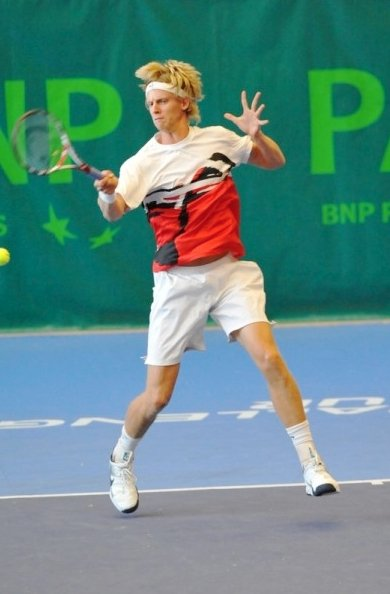
Андерсон на «челленджере» в Ренне в 2009 году

В мае 2009 года, победив Блажа Кавчича 2-6 6-2 7-5, выигрывает грунтовый «челленджер» в Сан-Ремо. Следующий «челленджер» южноафриканец выигрывает в Батон-Руже в апреле 2010 года на харде. В июле того же года выходит в полуфинал турнира в Атланте. В августе впервые выигрывает матч в основной сетке одиночного турнира из серии Большого шлема. На Открытом чемпионате США, обыграв Сомдева Деввармана и Томаса Беллуччи, Кевин Андерсон выходит в третий раунд, где уступает Ришару Гаске.
В начале сезона 2011 года Кевин вышел в полуфинал турнира в Брисбене, где уступил № 8 мирового рейтинга Энди Роддику 2-6 6-4 2-6. В феврале на турнире в родном для себя Йоханнесбурге, переиграв по ходу Штефана Боли, Дуди Селу, Кароля Бека, Адриана Маннарино и в финале Сомдева Деввармана (со счетом 4-6, 6-3, 6-2), Кевин выигрывает первый в карьере титул ATP. Благодаря этой победе он впервые поднялся на 39-е место в рейтинге теннисистов-профессионалов. В том же месяце он выходит в четвертьфинал турнира в Делрей-Бич. Хорошо выступил южноафриканец в марте и на турнире серия Мастерс в Майами, где он дошёл до четвертьфинала и проиграл только Новаку Джоковичу 4-6 2-6.
В апреле Андресон выходит в четвертьфинал на грунтовом турнире в Эшториле. В июле до той же стадии добрался на турнире в Атланте. На Мастерсе в Монреале в матче второго раунда он переиграл № 4 британца Энди Маррея со счётом 6-3 6-1. На Открытом чемпионате США он выходит в третий раунд. В октябре выходит в четвертьфинал турниров в Пекине и Стокгольме, а на турнире в Вене выходит в полуфинал.
На Открытом чемпионате Австралии-2012 выходит в третий раунд, где уступает № 7 Томашу Бердыху. В феврале выходит в четвертьфинал в Сан-Хосе и выигрывает второй в карьере титул ATP на турнире в Делрей-Бич, переиграв в решающих раундах американцев Энди Роддика и Джона Изнера, а в финале — австралийца Маринко Матошевича. В апреле Андерсон вышел в четвертьфинал в Хьюстоне. На Открытом чемпионате Франции, как и в Австралии, в третьем раунде уступает Томашу Бердыху, но на этот раз в борьбе, которая продолжалась пять сетов и почти четыре часа (4-6 6-3 7-6(4) 4-6 4-6). В июне Андерсон выходит в четвертьфинал турнира на траве в Лондоне. В июле уже на харде вышел в четвертьфинал в Вашингтоне. В следующий раз до четвертьфинала Андерсон доходит в октябре на турнире в Базеле.

### 2013—2015

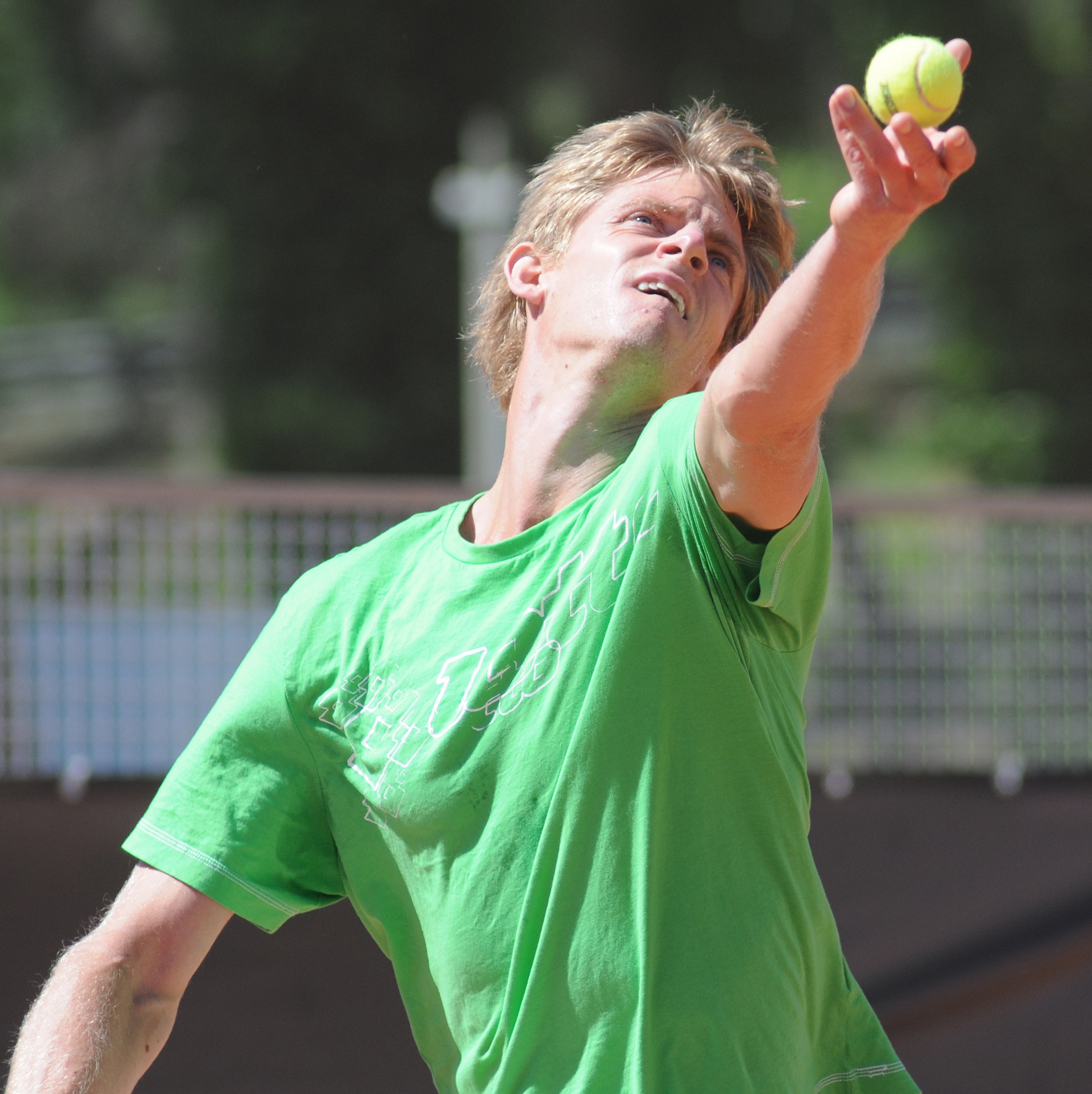
Андерсон на Мастерсе в Риме 2014 года

Удачно для Кевина начинается сезон 2013 года. На старте ему удается выйти в финал турнира в Сиднее, где он проиграл местному теннисисту Бернанду Томичу 3-6 7-6(2) 3-6. На Открытом чемпионате Австралии он впервые сумел выйти в четвёртый раунд, где его соперником опять становится Томаш Бердых, и снова Андерсон уступает чешскому теннисисту. В феврале он выходит в четвертьфинал в Делрей-Бич. В марте на Мастерсе Индиан-Уэлсе Андерсону удалось переиграть Виктора Ханеску, № 4 Давида Феррера, Яркко Ниеминена и француза Жиля Симона и выйти в четвертьфинал. Слепой жребий вновь свёл Кевина с Томашом Бердыхом, которому Андерсон опять уступает.
В апреле 2013 года он выходит в финал на грунте в Касабланке и уступает в борьбе за титул Томми Робредо 6-7(6) 6-4 3-6. На Открытом чемпионате Франции Андерсон вышел в четвёртый раунд, сумев выиграть у № 16 Милоша Раонича 7-5 7-6(4) 6-3. В борьбе за выход в четвертьфинал он легко уступил испанцу Давиду Ферреру 3-6 1-6 1-6. На Уимблдонском турнире, дойдя до третьего раунда, он вновь попадает на Томаша Бердыха, которому южноафриканец опять уступает. Хорошую серию выступлений он выдает в июле. Сначала Кевин вышел в полуфинал турнира в Боготе, затем в Атланте ему удается выйти в финал, а в конце месяца выходит в четвертьфинал в Вашингтоне. Благодаря этому в начале августа он впервые в карьере вошёл в топ-20 мирового рейтинга.
На Открытом чемпионате Австралии 2014 года Андерсон второй раз подряд выходит в четвёртый раунд, где его соперником опять стал Томаш Бердых, которому Кевин уступает на этот раз со счётом 2-6 2-6 3-6. В феврале Кевин вышел в финал турнира в Делрей-Бич, но проиграл борьбу за титул Марину Чиличу — 6-7(6), 7-6(7), 4-6. Через неделю он сыграл ещё в одном финале на турнире в Акапулько, на пути к которому он в 1/4 финала смог переиграть № 4 в мире на тот момент Давида Феррера. Вновь Андерсон уступил в решающей игре — на этот раз Григору Димитрову — 6-7(1) 6-3 6-7(5). Также на турнире в Акапулько он смог выиграть в парном разряде в партнёрстве с австралийским теннисистом Мэттью Эбденом. В марте Кевин вышел в четвертьфинал на Мастерсе в Индиан-Уэлсе, обыграв для этого № 3 в мире Стэна Вавринку. В грунтовой части сезона заметных результатов он достичь не смог, лучше всего выступив на Открытом Чемпионате Франции, где Андерсон вышел в четвёртый раунд.
На Уимблдонском турнире в 2014 году Андерсон также доиграл до стадии четвёртого раунда. В августе на Мастерсе в Торонто он во второй раз обыграл по ходу сезона Стэна Вавринку и эта победа ему вновь принесла выход в четвертьфинал. Открытый чемпионат США завершился для Кевина в третьем раунде. Еще одна встреча со швейцарцем состоялась в концовке сезона на Мастерсе в Париже и Андерсон одержал ещё одну победу, оформив выход в четвертьфинал.
На старте сезона 2015 года Андерсон вышел в полуфинал турнира в Окленде. На австралийском чемпионате его результатом стал четвёртый раунд, где южноафриканца остановил Рафаэль Надаль. В феврале на зальном турнире в Мемфисе Андерсон вышел в финальный матч, где проиграл Кэю Нисикори — 4-6, 4-6. Через две недели эти теннисисты вновь сыграли против друг друга в полуфинале турнира в Акапулько и опять победил японец. В апреле Андерсон сыграл в 1/2 финала в Хьюстоне. На Ролан Гаррос он закончил выступление на стадии третьего раунда. В июне на траве турнира в Лондоне Кевин во втором раунде переиграл № 4 в мире Вавринку, а затем смог по турнирной сетке дойти до финала. В решающем матче он не смог победить Энди Маррея — 3-6, 4-6. На Уимблдоне он продвинулся до четвёртого раунда.
В августе 2015 года Андерсон смог выиграть третий одиночный титул в Мировом туре. Он стал победителем турнира в Уинстон-Сейлеме. В титульном матче его соперником был француз Пьер-Юг Эрбер, которого Кевин обыграл со счётом 6-4, 7-5. На Открытом чемпионате США Андерсон смог преподнести сюрприз, обыграв в четвёртом раунде одного из фаворитов и № 3 в мире Энди Маррея (7-6(5), 6-3, 6-7(2), 7-6(0)). Впервые в карьере он смог выйти в четвертьфинал на Большом шлеме, но дальше его не пустил Стэн Вавринка. 12 октября Андерсон дебютировал в топ-10 одиночного рейтинга ATP. Он стал первым за 18 лет представителем ЮАР в первой десятке. На Мастерсе в Шанхае Кевин смог выйти в 1/4 финала. По итогам сезона 2015 года он занял 12-ю строчку в рейтинге.

### 2016—2018 (финалы в США и на Уимблдоне, № 5 в мире)

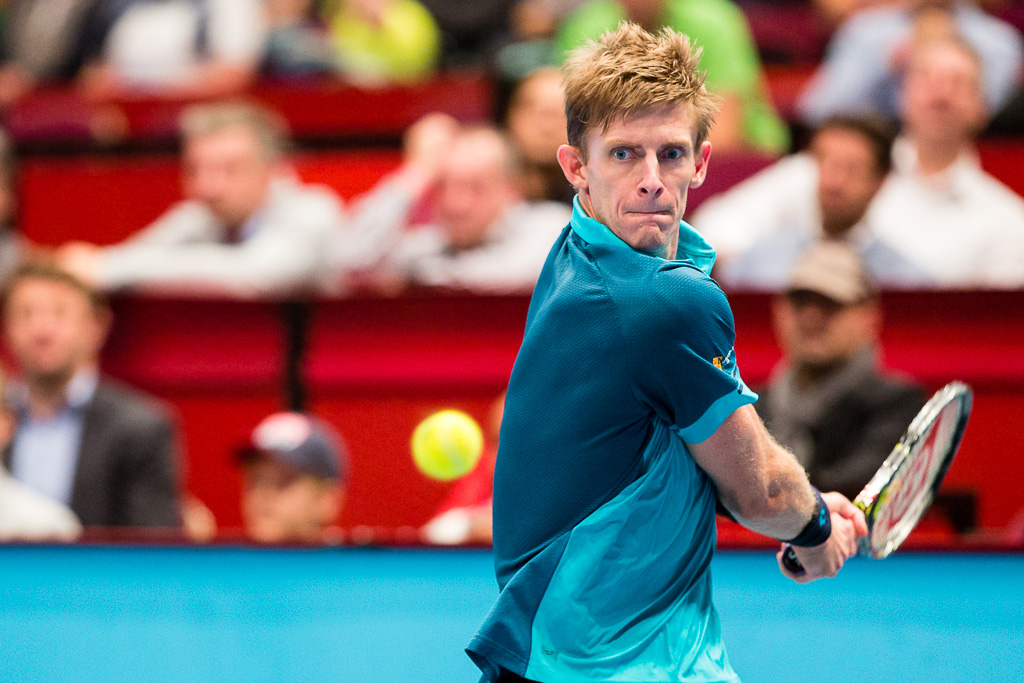
Андерсон на турнире в Вене 2017 года

В 2016 году Андерсона преследовали травмы и результаты в сезоне были нестабильными. На Мастерсах он один раз добрался до четвертьфинала — в августе на турнире в Торонто. На Больших шлемах за сезон он только на Открытом чемпионате США смог преодолеть первый раунд, дойдя в итоге только до третьего. Это сказалось и на рейтинге. По итогам сезона Кевин покинул топ-50, заняв 67-ю позицию.
Начало сезона 2017 года Андерсон пропустил и впервые сыграл в туре в феврале. Первого заметного результата он достиг на грунтовом турнире в Эшториле в начале мая, где Кевин вышел в полуфинал. На Открытом чемпионате Франции и Уимблдоне он доиграл до четвёртого раунда. В августе на турнире в Вашингтоне Андерсон впервые в сезоне вышел в финал, где уступил Александру Звереву — 4-6, 4-6. Затем они вновь сыграли матч в четвертьфинале Мастерса в Монреале и опять победу одержал представитель Германии. Лучшим выступлением в сезоне стала для южноафриканца игра на Открытом чемпионате США. Начал турнир в качестве 32-й ракетки мира и с единственным до этого в карьере выходом в четвертьфиналы Большого шлема. Андерсон смог удивить и выйти в первый финал на Больших шлемах. В чём-то ему помогла и турнирная сетка — до решающего матча он не сыграл ни с одним теннисистом из топ-10. В финале 31-летний теннисист из ЮАР встретился с первой ракеткой мира Рафаэлем Надалем и проиграл ему в трёх сетах. Этот результат позволил Кевину переместиться в рейтинге на 15-ю позицию.
| Стадия  | Соперник (посев)          | Рейтинг | Счёт                     | Время матча |
| 1 раунд | Джей-Си Арагон (Q)        | 534     | 6-3 6-3 6-1              | 1 ч 43 мин  |
| 2 раунд | Эрнест Гулбис (PR)        | 255     | 6-3 7-5 6-4              | 2 ч 17 мин  |
| 3 раунд | Борна Чорич               | 61      | 6-4 6-3 6-2              | 1 ч 50 мин  |
| 4 раунд | Паоло Лоренци             | 40      | 6-4 6-3 6-7(4) 6-4       | 2 ч 57 мин  |
| 1/4     | Сэм Куэрри (17)           | 21      | 7-6(5) 6-7(9) 6-3 7-6(7) | 3 ч 27 мин  |
| 1/2     | Пабло Карреньо Буста (12) | 19      | 4-6 7-5 6-3 6-4          | 2 ч 55 мин  |
| Финал   | Рафаэль Надаль (1)        | 1       | 3-6 3-6 4-6              | 2 ч 27 мин  |

6 января 2018 года Андерсон сыграл в финале турнира в Пуне, где проиграл французу Жилю Симону — 6-7(4), 2-6. На Открытом чемпионате Австралии Андерсон, сеянный 11-м на турнире, неожиданно проиграл в первом раунде. В феврале он стал победителем нового в календаре турнира в Нью-Йорке. В финале Кевин обыграл Сэма Куэрри со счётом 4-6 6-3 7-6(1). Эта победа позволила Андерсону войти в топ-10. На следующем для себя турнире в Акапулько он добрался до финала, в котором не смог переиграть Хуана Мартина дель Потро (4-6, 4-6). На мартовских Мастерсах в Индиан-Уэлсе и Майами результатом Андерсона стали выходы в четвертьфинал. В мае в Мадриде он впервые вышел в полуфинал на турнирах серии Мастерс. На Ролан Гаррос южноафриканец доиграл до четвёртого раунда.
В июле 2018 года на Уимблдоне Андерсон уверенно стартовал, а в четвертьфинале в пяти сетах победил Роджера Федерера, причём последний сет длился 24 гейма и закончился со счётом 13:11. При этом Андерсон оказался первым за 7 лет теннисистом, выигравшим матч у Федерера, проигрывая в начале по сетам 0:2. В полуфинале Андерсон выиграл самый длинный в своей карьере пятисетовый почти 7-часовой матч с американцем Джоном Изнером, заключительный сет которого продолжался 50 геймов, и впервые вышел в финал Уимблдонского турнира. Он стал первым представителем ЮАР в финале мужского одиночного турнира на Уимблдоне с 1985 года. Завязать борьбу в финале с Новаком Джоковичем у Андерсона не получилось и он проиграл в трёх сетах. Достигнутый результат позволил 32-летнему Кевину впервые в рейтинге стать пятой ракеткой мира.
| Стадия  | Соперник (посев)        | Рейтинг | Счёт                           | Время матча |
| 1 раунд | Норберт Гомбош (Q)      | 190     | 6-3 6-4 6-4                    | 1 ч 56 мин  |
| 2 раунд | Андреас Сеппи           | 50      | 6-3 6-7(5) 6-3 6-4             | 2 ч 39 мин  |
| 3 раунд | Филипп Кольшрайбер (25) | 27      | 6-3 7-5 7-5                    | 2 ч 7 мин   |
| 4 раунд | Гаэль Монфис            | 44      | 7-6(4) 7-6(2) 5-7 7-6(4)       | 3 ч 29 мин  |
| 1/4     | Роджер Федерер (1)      | 2       | 2-6 6-7(5) 7-5 6-4 13-11       | 4 ч 14 мин  |
| 1/2     | Джон Изнер (9)          | 10      | 7-6(6) 6-7(5) 6-7(9) 6-4 26-24 | 6 ч 36 мин  |
| Финал   | Новак Джокович (12)     | 21      | 2-6 2-6 6-7(3)                 | 2 ч 19 мин  |

Первым турниром после Уимблдона для Андерсона стал Мастерс в Торонто в августе 2018 года. На нём он смог выйти в полуфинал. На Открытом чемпионате США Кевин не смог защитить все рейтинговые очки за прошлогодний финал и проиграл на стадии четвёртого раунда Доминику Тиму. Из-за этого он потерял пятую строчку, опустившись на 9-ю. В октябре на Мастерсе в Шанхае Андерсон вышел в четвертьфинал, а на зальном турнире в Вене сумел выиграть пятый титул ATP в карьере. В решающем поединке он был сильнее Кэя Нисикори — 6-3, 7-6(3). Победа в Вене позволила Андерсону подняться на шестую строчку в рейтинге. По результатам сезона он впервые в карьере вошёл в число теннисистов, которые отобрались на Итоговый турнир ATP. В турнире с сильнейшими теннисистами по итогам сезона Андерсон выступил неплохо. В своей группе он обыграл Нисикори и Тима и проиграл только Федереру, сумев выйти в полуфинал. На этой стадии он встретился с Новаком Джоковичем и проиграл ему в двух сетах.

### 2019—2022 (травмы и завершение карьеры)

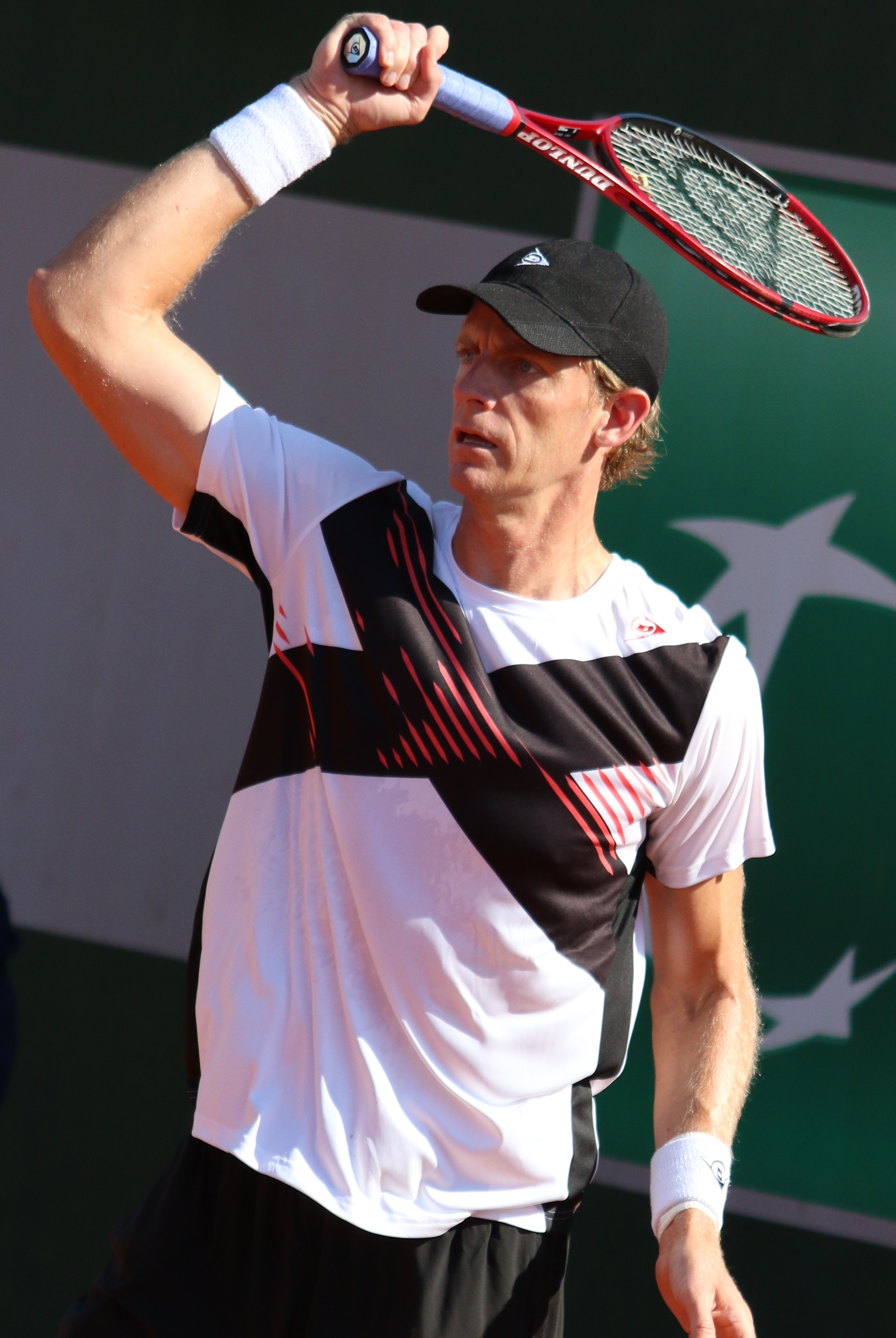
Андерсон на Ролан Гаррос 2021 года

На первой неделе сезона 2019 года, Кевин на турнире в Пуне стал победителем. В финале ему противостоял «ветеран тенниса» Иво Карлович. Матч состоял из трёх сетов, каждый из которых завершался тай-брейком — 7-6(4), 6-7(2), 7-6(5). На Открытом чемпионате Австралии он дошёл до второго круга, где неожиданно уступил американцу Фрэнсису Тиафо в четырёх сетах (6-4, 4-6. 4-6, 5-7). В марте на Мастерсе в Майами (США) Андерсон доиграл до четвертьфинала, где проиграл именитому швейцарцу Роджеру Федереру в двух сетах.
Грунтовую часть сезона 2019 года он пропустил из-за травмы локтя. На корт он вернулся в июне к началу травяного отрезка сезона. В июле Кевин участвовал на Уимблдонском турнире, где дошёл до третьего раунда, но сенсационно проиграл в трёх сетах аргентинцу Гидо Пелье. Это выступление оказалось последним в сезоне и затем Андерсон досрочно завершил сезон из-за травмы колена, а в сентябре перенёс на нём операцию.
Лучшими результатами южноафриканца в 2020 году стали выход в третий раунд на Ролан Гаррос в сентябре и полуфинал турнира в Вене в октябре, на котором он смог обыграть № 6 в мире Даниила Медведева.
В 2021 году Андерсон играл не стабильно, периодически пропуская турниры. В апреле на грунте в Эшториле он вышел в четвертьфинал. В июле на траве в Ньюпорте он выиграл последний в карьере титул, ставшим для него седьмым на турнирах основного тура. После неудачных попыток выйти на свой прежний уровень Андерсон незадолго до своего 36-летия заявил о завершении спортивной карьеры.

### 2023 год (возобновление карьеры)
Возобновил карьеру в середине 2023 года, дебютной победой в матче против Габриэля Диалло 18 июля в рамках турнира в Ньюпорте.

## Рейтинг на конец года
| Год  | Одиночный рейтинг | Парный рейтинг |
| 2023 | 627               | —              |
| 2021 | 80                | —              |
| 2020 | 81                | —              |
| 2019 | 91                | —              |
| 2018 | 6                 | 271            |
| 2017 | 14                | 284            |
| 2016 | 67                | —              |
| 2015 | 12                | 98             |
| 2014 | 16                | 58             |
| 2013 | 20                | 347            |
| 2012 | 37                | 91             |
| 2011 | 32                | 110            |
| 2010 | 61                | 259            |
| 2009 | 161               | 171            |
| 2008 | 104               | 142            |
| 2007 | 221               | 398            |
| 2006 | 517               | 530            |
| 2005 | 766               | 1463           |
| 2004 | 665               | 1085           |

По данным официального сайта ATP на последнюю неделю года.

## Выступления на турнирах

### Финалы турниров Большого шлема в одиночном разряде (2)

#### Поражения (2)
| №  | Год  | Турнир                 | Покрытие | Соперник в финале | Счёт           |
| 1. | 2017 | Открытый чемпионат США | Хард     | Рафаэль Надаль    | 3-6 3-6 4-6    |
| 2. | 2018 | Уимблдон               | Трава    | Новак Джокович    | 2-6 2-6 6-7(3) |

### Финалы турнировATPв одиночном разряде (20)

#### Победы (7)
| Легенда                              |
| ------------------------------------ |
| Турниры Большого шлема (0)*          |
| Итоговый турнир ATP (0)              |
| ATP Мастерс 1000 (0)                 |
| ATP International Gold / АТР 500 (1) |
| ATP International / АТР 250 (6)      |

| Титулы по покрытиям | Титулы по месту проведения матчей турнира |
| ------------------- | ----------------------------------------- |
| Хард (6)*           | Зал (2)                                   |
| Грунт (0)           | Зал (2)                                   |
| Трава (1)           | Открытый воздух (5)                       |
| Ковёр (0)           | Открытый воздух (5)                       |

* количество побед в одиночном разряде.
| №  | Дата            | Турнир              | Покрытие   | Соперник в финале | Счёт                 |
| 1. | 6 февраля 2011  | Йоханнесбург, ЮАР   | Хард       | Сомдев Девварман  | 4-6 6-3 6-2          |
| 2. | 4 марта 2012    | Делрей-Бич, США     | Хард       | Маринко Матошевич | 6-4 7-6(2)           |
| 3. | 29 августа 2015 | Уинстон-Сейлем, США | Хард       | Пьер-Юг Эрбер     | 6-4 7-5              |
| 4. | 18 февраля 2018 | Нью-Йорк, США       | Хард (зал) | Сэм Куэрри        | 4-6 6-3 7-6(1)       |
| 5. | 28 октября 2018 | Вена, Австрия       | Хард (зал) | Кэй Нисикори      | 6-3 7-6(3)           |
| 6. | 5 января 2019   | Пуна, Индия         | Хард       | Иво Карлович      | 7-6(4) 6-7(2) 7-6(5) |
| 7. | 18 июля 2021    | Ньюпорт, США        | Трава      | Дженсон Бруксби   | 7-6(8) 6-4           |

#### Поражения (13)
| №   | Дата             | Турнир                 | Покрытие   | Соперник в финале      | Счёт                 |
| 1.  | 9 марта 2008     | Лас-Вегас, США         | Хард       | Сэм Куэрри             | 6-4 3-6 4-6          |
| 2.  | 12 января 2013   | Сидней, Австралия      | Хард       | Бернард Томич          | 3-6 7-6(2) 3-6       |
| 3.  | 14 апреля 2013   | Касабланка, Марокко    | Грунт      | Томми Робредо          | 6-7(6) 6-4 3-6       |
| 4.  | 28 июля 2013     | Атланта, США           | Хард       | Джон Изнер             | 7-6(3) 6-7(2) 6-7(2) |
| 5.  | 23 февраля 2014  | Делрей-Бич, США        | Хард       | Марин Чилич            | 6-7(6) 7-6(7) 4-6    |
| 6.  | 1 марта 2014     | Акапулько, Мексика     | Хард       | Григор Димитров        | 6-7(1) 6-3 6-7(5)    |
| 7.  | 15 февраля 2015  | Мемфис, США            | Хард (зал) | Кэй Нисикори           | 4-6 4-6              |
| 8.  | 21 июня 2015     | Лондон, Великобритания | Трава      | Энди Маррей            | 3-6 4-6              |
| 9.  | 6 августа 2017   | Вашингтон, США         | Хард       | Александр Зверев       | 4-6 4-6              |
| 10. | 10 сентября 2017 | Открытый чемпионат США | Хард       | Рафаэль Надаль         | 3-6 3-6 4-6          |
| 11. | 6 января 2018    | Пуна, Индия            | Хард       | Жиль Симон             | 6-7(4) 2-6           |
| 12. | 3 марта 2018     | Акапулько, Мексика (2) | Хард       | Хуан Мартин дель Потро | 4-6 4-6              |
| 13. | 15 июля 2018     | Уимблдон               | Трава      | Новак Джокович         | 2-6 2-6 6-7(3)       |

### Финалы челленджеров и фьючерсов в одиночном разряде (16)

#### Победы (6)
| Условные обозначения |
| Челленджеры (4+5)*   |
| Фьючерсы (2+4)       |

| Титулы по покрытиям | Титулы по месту проведения матчей турнира |
| ------------------- | ----------------------------------------- |
| Хард (5+9)*         | Зал (1+1)                                 |
| Грунт (1)           | Зал (1+1)                                 |
| Трава (0)           | Открытый воздух (5+8)                     |
| Ковёр (0)           | Открытый воздух (5+8)                     |

* количество побед в одиночном разряде + количество побед в парном разряде.
| №  | Дата             | Турнир              | Покрытие   | Соперник в финале | Счёт               |
| 1. | 19 ноября 2004   | Габороне, Ботсвана  | Хард       | Уэсли Уайтхаус    | 6-7(1) 6-4 7-6(13) |
| 2. | 24 июня 2007     | Сакраменто, США     | Хард       | Иван Миранда      | 7-6(4) 6-3         |
| 3. | 16 сентября 2007 | Новый Орлеан, США   | Хард       | Сэм Варбург       | 6-4 6-0            |
| 4. | 16 ноября 2008   | Шампейн-Урбана, США | Хард (зал) | Кевин Ким         | 6-3 6-4            |
| 5. | 10 мая 2009      | Сан-Ремо, Италия    | Грунт      | Блаж Кавчич       | 2-6 6-2 7-5        |
| 6. | 18 апреля 2010   | Батон-Руж, США      | Хард       | Тобиас Камке      | 6-7(7) 7-6(7) 6-1  |

#### Поражения (10)
| №   | Дата            | Турнир                   | Покрытие | Соперник в финале | Счёт           |
| 1.  | 28 ноября 2004  | Претория, ЮАР            | Хард     | Джастин Бауэр     | 3-6 6-7(3)     |
| 2.  | 25 июня 2006    | Вудленд-Хиллз, США       | Хард     | Майкл Яни         | 6-3 4-6 3-6    |
| 3.  | 13 августа 2006 | Кеноша, США              | Хард     | Адам Фини         | 3-6 7-6(2) 1-6 |
| 4.  | 17 июня 2007    | Лумис, США               | Хард     | Сковилл Дженкинс  | 5-7 6-7(1)     |
| 5.  | 8 июля 2007     | Уиннетка, США            | Хард     | Ноам Окун         | 4-6 3-6        |
| 6.  | 24 февраля 2008 | Браунсвилл, США          | Хард     | Джейми Бейкер     | 6-7(1) 4-6     |
| 7.  | 8 июня 2008     | Сербитон, Великобритания | Трава    | Фрэнк Данцевич    | 6-4 3-6 6-7(4) |
| 8.  | 2 августа 2009  | Гранби, Канада           | Хард     | Ксавье Малисс     | 4-6 4-6        |
| 9.  | 16 августа 2009 | Бингемтон, США           | Хард     | Пауль Капдевиль   | 6-7(7) 6-7(11) |
| 10. | 24 октября 2010 | Сеул, Южная Корея        | Хард     | Лу Яньсюнь        | 3-6 4-6        |

### Финалы турнировATPв парном разряде (4)

#### Победы (1)
| №  | Дата         | Турнир             | Покрытие | Партнёр      | Соперники в финале            | Счёт    |
| 1. | 1 марта 2014 | Акапулько, Мексика | Хард     | Мэттью Эбден | Фелисиано Лопес Максим Мирный | 6-3 6-3 |

#### Поражения (3)
| №  | Дата            | Турнир            | Покрытие   | Партнёр      | Соперники в финале              | Счёт                 |
| 1. | 19 февраля 2012 | Сан-Хосе, США     | Хард       | Франк Мозер  | Ксавье Малисс Марк Ноулз        | 4-6 6-1 [5-10]       |
| 2. | 5 августа 2012  | Вашингтон, США    | Хард       | Сэм Куэрри   | Доминик Инглот Трет Конрад Хьюи | 6-7(5) 7-6(7) [5-10] |
| 3. | 26 октября 2014 | Валенсия, Испания | Хард (зал) | Жереми Шарди | Жан-Жюльен Ройер Хория Текэу    | 4-6 2-6              |

### Финалы челленджеров и фьючерсов в парном разряде (11)

#### Победы (9)
| №  | Дата             | Турнир             | Покрытие   | Партнёр        | Соперники в финале                         | Счёт               |
| 1. | 7 декабря 2003   | Претория, ЮАР      | Хард       | Шон Рудман     | Крис Льюис Джеймс Окленд                   | 6-1 6-4            |
| 2. | 19 ноября 2004   | Габароне, Ботсвана | Хард       | Стивен Митчелл | Бенджамин Янсе ван Ренсбург Уэсли Уайтхаус | 7-6(1) 7-6(5)      |
| 3. | 18 июня 2006     | Роклин, США        | Хард       | Скотт Удсема   | Хорхе Агилар Даниэль Гарса                 | 6-3 7-5            |
| 4. | 25 июня 2006     | Вудленд, США       | Хард       | Дэвид Мартин   | Хорхе Агилар Даниэль Гарса                 | 7-6(5) 6-2         |
| 5. | 16 сентября 2007 | Новый Орлеан, США  | Хард       | Райлер Дехарт  | Раджив Рам Бобби Рейнольдс                 | 6-2 6-3            |
| 6. | 22 ноября 2008   | Ноксвилл, США      | Хард (зал) | Джи-Ди Джонс   | Раджив Рам Бобби Рейнольдс                 | 3-6 6-0 [10-7]     |
| 7. | 26 июля 2009     | Лексингтон, США    | Хард       | Райлер Дехарт  | Харел Леви Амир Хадад                      | 6-4 4-6 [10-6]     |
| 8. | 9 августа 2009   | Ванкувер, Канада   | Хард       | Рик де Вуст    | Каес Ван'т Хоф Рамон Дельгадо              | 6-4 6-4            |
| 9. | 31 января 2010   | Гонолулу, США      | Хард       | Райлер Дехарт  | Им Кю-Тхэ Мартин Сланар                    | 3-6 7-6(2) [15-13] |

#### Поражения (2)
| №  | Дата            | Турнир          | Покрытие    | Партнёр        | Соперники в финале       | Счёт           |
| 1. | 24 июня 2007    | Сакраменто, США | Хард        | Райлер Дехарт  | Садик Кадир Адам Кеннеди | 6-7(6) 6-2 5-7 |
| 2. | 18 октября 2009 | Ренн, Франция   | Ковёр (зал) | Доминик Хрбаты | Эрик Буторак Ловро Зовко | 4-6 6-3 [6-10] |

## История выступлений на турнирах
По состоянию на 11 сентября 2023 года
Для того, чтобы предотвратить неразбериху и удваивание счета, информация в этой таблице корректируется только по окончании турнира или по окончании участия там данного игрока.
| Турнир                       | 2008  | 2009          | 2010          | 2011          | 2012  | 2013          | 2014          | 2015          | 2016  | 2017          | 2018          | 2019          | 2020          | 2021          | 2022          | 2023          | Итог   | В/П за карьеру |
| ---------------------------- | ----- | ------------- | ------------- | ------------- | ----- | ------------- | ------------- | ------------- | ----- | ------------- | ------------- | ------------- | ------------- | ------------- | ------------- | ------------- | ------ | -------------- |
| Турниры Большого шлема       |       |               |               |               |       |               |               |               |       |               |               |               |               |               |               |               |        |                |
| Открытый чемпионат Австралии | 1Р    | 1Р            | 1Р            | 1Р            | 3Р    | 4Р            | 4Р            | 4Р            | 1Р    | -             | 1Р            | 2Р            | 2Р            | 1Р            | 1Р            | -             | 0 / 14 | 13-14          |
| Открытый чемпионат Франции   | К     | К             | 1Р            | 2Р            | 3Р    | 4Р            | 4Р            | 3Р            | 1Р    | 4Р            | 4Р            | -             | 3Р            | 1Р            | -             | -             | 0 / 11 | 19-11          |
| Уимблдонский турнир          | 1Р    | К             | 1Р            | 2Р            | 1Р    | 3Р            | 4Р            | 4Р            | 1Р    | 4Р            | Ф             | 3Р            | НП            | 2Р            | -             | -             | 0 / 12 | 21-12          |
| Открытый чемпионат США       | К     | К             | 3Р            | 3Р            | 1Р    | 2Р            | 3Р            | 1/4           | 3Р    | Ф             | 4Р            | -             | 1Р            | 2Р            | -             | К             | 0 / 11 | 23-11          |
| Итог                         | 0 / 2 | 0 / 1         | 0 / 4         | 0 / 4         | 0 / 4 | 0 / 4         | 0 / 4         | 0 / 4         | 0 / 4 | 0 / 3         | 0 / 4         | 0 / 2         | 0 / 3         | 0 / 4         | 0 / 1         | 0 / 0         | 0 / 48 |                |
| В/П в сезоне                 | 4-4   | 2-4           | 5-4           | 3-4           | 4-4   | 9-4           | 11-4          | 12-4          | 2-4   | 12-3          | 12-4          | 3-2           | 3-3           | 2-4           | 0-1           | 0-0           |        | 76-48          |
| Итоговые турниры             |       |               |               |               |       |               |               |               |       |               |               |               |               |               |               |               |        |                |
| Итоговый турнир ATP          | -     | -             | -             | -             | -     | -             | -             | -             | -     | -             | 1/2           | -             | -             | -             | -             |               | 0 / 1  | 2-2            |
| Олимпийские игры             |       |               |               |               |       |               |               |               |       |               |               |               |               |               |               |               |        |                |
| Летняя олимпиада             | 2Р    | Не проводился | Не проводился | Не проводился | -     | Не проводился | Не проводился | Не проводился | -     | Не проводился | Не проводился | Не проводился | Не проводился | -             | Не проводился | Не проводился | 0 / 1  | 1-1            |
| Турниры Мастерс              |       |               |               |               |       |               |               |               |       |               |               |               |               |               |               |               |        |                |
| Индиан-Уэлс                  | К     | 1Р            | 2Р            | 1Р            | 3Р    | 1/4           | 1/4           | 3Р            | -     | 2Р            | 1/4           | -             | НП            | 3Р            | К             | -             | 0 / 10 | 15-10          |
| Майами                       | 3Р    | К             | 2Р            | 1/4           | 3Р    | 3Р            | 3Р            | 4Р            | -     | 2Р            | 1/4           | 1/4           | НП            | 1Р            | 1Р            | -             | 0 / 12 | 19-12          |
| Монте-Карло                  | -     | -             | -             | 1Р            | 1Р    | 2Р            | 1Р            | -             | -     | -             | -             | -             | НП            | -             | -             | -             | 0 / 4  | 1-4            |
| Мадрид                       | -     | -             | 1Р            | 2Р            | 2Р    | 3Р            | 2Р            | 1Р            | 1Р    | -             | 1/2           | -             | НП            | -             | -             | -             | 0 / 8  | 8-8            |
| Рим                          | -     | -             | -             | 1Р            | 1Р    | 3Р            | 2Р            | 3Р            | 2Р    | 1Р            | 2Р            | -             | 1Р            | -             | -             | -             | 0 / 9  | 6-9            |
| Монреаль/Торонто             | -     | -             | 3Р            | 3Р            | 1Р    | 1Р            | 1/4           | 1Р            | 1/4   | 1/4           | 1/2           | -             | НП            | -             | -             | -             | 0 / 9  | 16-9           |
| Цинциннати                   | 1Р    | -             | -             | 2Р            | 1Р    | 1Р            | 1Р            | 3Р            | 3Р    | 1Р            | 3Р            | -             | 2Р            | 1Р            | -             | -             | 0 / 11 | 7-11           |
| Шанхай                       | НП    | -             | 1Р            | 1Р            | 2Р    | 2Р            | 2Р            | 1/4           | 2Р    | 2Р            | 1/4           | -             | Не проводился | Не проводился | Не проводился |               | 0 / 9  | 10-9           |
| Париж                        | -     | -             | -             | 2Р            | 3Р    | 2Р            | 1/4           | 3Р            | -     | 2Р            | 3Р            | -             | 2Р            | К             | -             |               | 0 / 8  | 9-8            |
| Статистика за карьеру        |       |               |               |               |       |               |               |               |       |               |               |               |               |               |               |               |        |                |
| Проведено финалов            | 1     | 0             | 0             | 1             | 1     | 3             | 2             | 3             | 0     | 2             | 5             | 1             | 0             | 1             | 0             | 0             |        | 20             |
| Выиграно турниров АТП        | 0     | 0             | 0             | 1             | 1     | 0             | 0             | 1             | 0     | 0             | 2             | 1             | 0             | 1             | 0             | 0             |        | 7              |
| В/П: всего                   | 11-10 | 2-6           | 14-18         | 42-27         | 30-26 | 37-23         | 38-24         | 46-24         | 17-21 | 32-21         | 47-19         | 11-4          | 10-10         | 13-13         | 1-5           | 2-2           |        | 356-255        |
| Σ % побед                    | 52 %  | 25 %          | 44 %          | 60 %          | 53 %  | 61 %          | 61 %          | 66 %          | 45 %  | 60 %          | 71 %          | 73 %          | 50 %          | 50 %          | 17 %          | 50 %          |        | 58 %           |

К — проигрыш в квалификационном турнире.

## Победы над теннисистами из топ-10
| №    | Игрок           | Рейтинг | Турнир                 | Покрытие | Этап       | Счёт                               | Рейтинг Андерсона |
| ---- | --------------- | ------- | ---------------------- | -------- | ---------- | ---------------------------------- | ----------------- |
| 2008 |                 |         |                        |          |            |                                    |                   |
| 1.   | Новак Джокович  | 3       | Mайами, США            | Хард     | 2-й раунд  | 7-6(1), 3-6, 6-4                   | 122               |
| 2011 |                 |         |                        |          |            |                                    |                   |
| 2.   | Энди Маррей     | 4       | Монреаль, Канада       | Хард     | 3-й раунд  | 6-3, 6-1                           | 35                |
| 2013 |                 |         |                        |          |            |                                    |                   |
| 3.   | Давид Феррер    | 4       | Индиан-Уэлс, США       | Хард     | 2-й раунд  | 3-6, 6-4, 6-3                      | 37                |
| 2014 |                 |         |                        |          |            |                                    |                   |
| 4.   | Давид Феррер    | 4       | Акапулько, Мексика     | Хард     | 1/4 финала | 2-6, 4-2, отказ                    | 21                |
| 5.   | Стэн Вавринка   | 3       | Индиан-Уэлс, США       | Хард     | 4-й раунд  | 7-6(1), 4-6, 6-1                   | 18                |
| 6.   | Стэн Вавринка   | 4       | Торонто, Канада        | Хард     | 3-й раунд  | 7-6(8), 7-5                        | 21                |
| 7.   | Стэн Вавринка   | 4       | Париж, Франция         | Хард     | 3-й раунд  | 6-7(2), 7-5, 7-6(3)                | 18                |
| 2015 |                 |         |                        |          |            |                                    |                   |
| 8.   | Стэн Вавринка   | 4       | Лондон, Великобритания | Трава    | 2-й раунд  | 7-6(4), 7-6(11)                    | 17                |
| 9.   | Энди Маррей     | 3       | Открытый чемпионат США | Хард     | 4-й раунд  | 7-6(5), 6-3, 6-7(2), 7-6(0)        | 14                |
| 10.  | Кей Нисикори    | 6       | Шанхай, Китай          | Хард     | 3-й раунд  | 7-6(10), 7-6(3)                    | 10                |
| 2016 |                 |         |                        |          |            |                                    |                   |
| 11.  | Доминик Тим     | 9       | Монреаль, Канада       | Хард     | 2-й раунд  | 4-1, отказ                         | 34                |
| 2017 |                 |         |                        |          |            |                                    |                   |
| 12.  | Доминик Тим     | 7       | Вашингтон, США         | Хард     | 3-й раунд  | 6-3, 6-7(6), 7-6(7)                | 45                |
| 2018 |                 |         |                        |          |            |                                    |                   |
| 13.  | Роджер Федерер  | 2       | Уимблдонский турнир    | Трава    | 1/4 финала | 2-6, 6-7(5), 7-5, 6-4, 13-11       | 8                 |
| 14.  | Джон Изнер      | 10      | Уимблдонский турнир    | Трава    | 1/2 финала | 7-6(6), 6-7(5), 6-7(9), 6-4, 26-24 | 8                 |
| 15.  | Григор Димитров | 5       | Торонто, Канада        | Хард     | 1/4 финала | 6-2, 6-2                           | 6                 |
| 16.  | Новак Джокович  | 3       | Кубок Лейвера          | Хард(i)  | Группа     | 7-6(5), 5-7, [10-6]                | 9                 |
| 17.  | Доминик Тим     | 8       | Итоговый турнир ATP    | Хард(i)  | Группа     | 6-3, 7-6(10)                       | 6                 |
| 18.  | Кэй Нисикори    | 9       | Итоговый турнир ATP    | Хард(i)  | Группа     | 6-0, 6-1                           | 6                 |
| 2020 |                 |         |                        |          |            |                                    |                   |
| 19.  | Даниил Медведев | 6       | Вена, Австрия          | Хард(i)  | 1/4 финала | 6–4, 7–6(5)                        | 111               |